# 베냉의 로마 가톨릭 교구 목록
베냉의 로마 가톨릭 교구는 2개 관구에 2개의 관구장좌 대교구와 8개의 일반교구로 구성된다.

## 교구

### 코투누 관구(Province of Cotonou)
- 코투누 관구장좌 대교구(Archdiocese of Cotonou)
  - 아보메 교구(Diocese of Abomey)
  - 다사-주메 교구(Diocese of Dassa-Zoumé)
  - 로코사 교구(Diocese of Lokossa)
  - 포르토노보 교구(Diocese of Porto Novo)

### 파라쿠 관구(Province of Parakou)
- 파라쿠 관구장좌 대교구(Archdiocese of Parakou)
  - 주구 교구(Diocese of Djougou)
  - 칸디 교구(Diocese of Kandi)
  - 나티팅구 교구(Diocese of Natitingou)
  - 은달리 교구(Diocese of N’Dali)